# Alexandrit

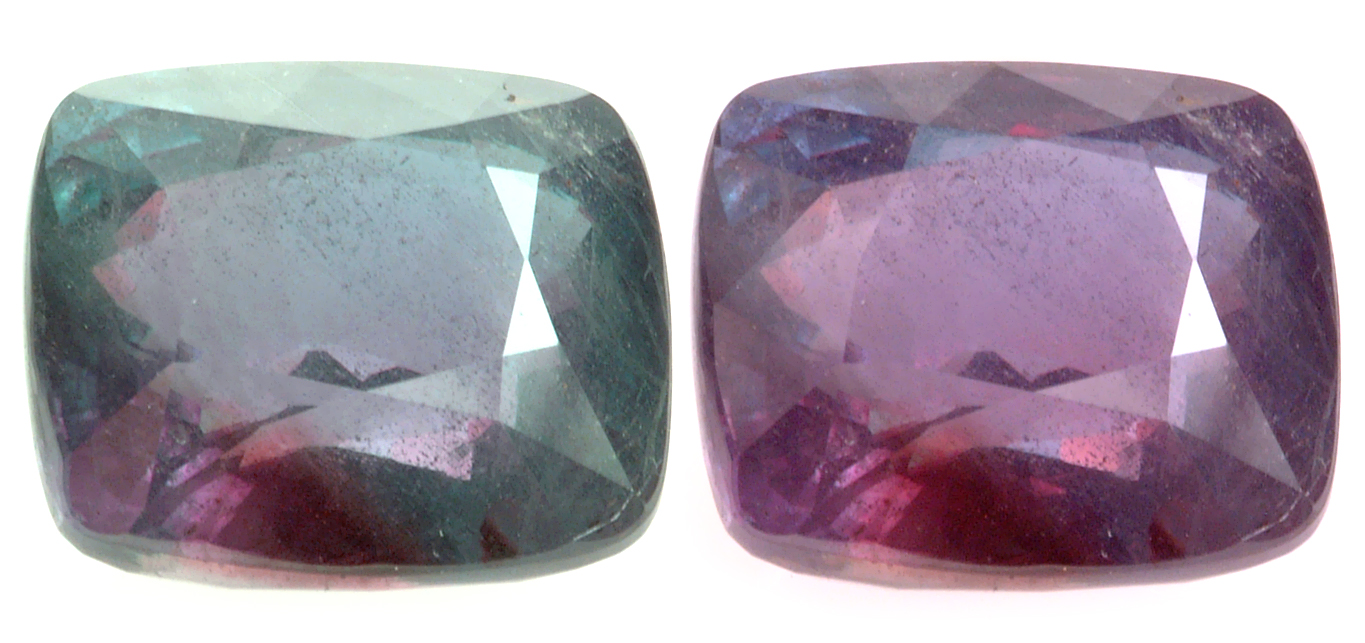
Alexandrit

Alexandrit är en brunröd till grönskiftande ädelsten. Den är en varietet av krysoberyll och upptäcktes av Nils Nordenskiöld. Kristallisationen är ortorombisk och hårdhetsgraden är 8½. Mineralet uppvisar olika färg beroende på hur det belyses vilket har gett upphov till begreppet alexandriteffekten som även kan ses hos andra mineral.